# WWE 2K18
WWE 2K18 es un videojuego de lucha libre profesional, basado en la misma empresa WWE. Es desarrollado por Yuke's y Visual Concepts, el cual es publicado y distribuido por 2K Sports.

## Desarrollo
El 23 de mayo de 2017 2K confirmó que se está trabajando en la nueva edición de los videojuegos anuales de WWE, siendo en este caso WWE 2K18.
El 11 de junio de 2017 Una cadena de tiendas australiana llamada Libro, incluyó en su catálogo una versión de Nintendo Switch del juego de lucha libre WWE 2K18, revelado así la posible presencia del juego en dicha plataforma, siendo esta la primera vez que un videojuego de la serie WWE 2K (Anteriormente conocida como Smackdown vs Raw, y desde 2011 conocida simplemente como WWE o (WWE 2K) estará disponible en una consola de Nintendo, siendo el último WWE' 13 para Wii en el año 2012.
El 19 de junio de 2017 se confirmó que la superestrella de WWE Seth Rollins será la portada del juego , presentado con el lema ''Be Like No One'', en español ''Se Como Ninguno''. Además de confirmar que estará disponible para PlayStation 4, Xbox One y Nintendo Switch, sin embargo aún se desconoce para que otras plataformas estará disponible.
El día 29 de junio de 2017 se reveló que Kurt Angle será el DLC de regalo con la preventa del juego, confirmando así su presencia en el mismo .
El 10 de julio de 2017 la superestrellla de WWE y portada del juego Seth Rollins confirmó en un comunicado la presencia oficial de WWE 2K18 para Switch de Nintendo.

## Novedades
El 5 de julio se confirmó que el juego mejorara las gráficas notablemente, esto después de no sacar a la venta la versión de Xbox 360 y PS3, puesto que el equipo de desarrollo tuvo mucho más tiempo para la creación de detalles. El equipo de desarrollo también confirmó que por primera vez en la saga habrá 8 luchadores al mismo tiempo en el ring.
Al igual que se confirmaron nuevas animaciones de agarre, nuevos modos de creación, modo cámara libre, la separación de marcas en el modo Universo, el modo "Mi Carrera" será combinado con el modo "Road to WrestleMania" de entregas pasadas, para poder explorar el backstage. Rivalidades automáticas, la renovación de la Elimination Chamber y la confirmación de 200 luchadores.
En septiembre se confirmó que por primera vez la versión de PC saldría a la par con la versión de Xbox One y PS4, y no en primavera como el 2K15, 2K16 y 2K17.

## Ediciones
El 19 de junio de 2017, además de revelar la portada oficial del videojuego, también se confirmó que se contaría con 3 ediciones, las cuales serán lanzadas en otoño del 2017.
| Edición       | DLC de regalo                                                   | Pase de temporada | Incentivo de reserva | Acceso previo                             | Coleccionables | Precio                                   |
| ------------- | --------------------------------------------------------------- | ----------------- | -------------------- | ----------------------------------------- | -------------- | ---------------------------------------- |
| Estándar      | Kurt Angle                                                      | No                | Si                   | No, 17 de octubre de 2017                 | No             | ($1,399.90 MXN) ($1.013 ARS) (US$ 59.99) |
| Deluxe        | Kurt Angle, John Cena '06, John Cena '10, Batista y Rob Van Dam | Si                | Si                   | Si, 13 de octubre de 2017 (Solo preventa) | si             | (US$ 89.99)                              |
| Coleccionista | John Cena '06, John Cena '10, Kurt Angle, Batista y Rob Van Dam | Si                | Si                   | Si, 13 de octubre de 2017 (Solo preventa) | Si             | (US$ 149.99)                             |

## Controversia con la versión de Nintendo Switch
En diciembre de 2017 fue lanzada la versión del juego para la Nintendo Switch. A las pocas horas de ser lanzada esta versión, los jugadores comenzaron a demandar el reembolso del videojuego, con comentarios como: "El peor videojuego que existe en la Switch", "Es injugable", "Es una burla" y "No debió existir esta versión". El juego presentaba una baja de fps impresionante en las entradas, arenas detalladas y en las estipulaciones donde participaran más de 4 luchadores, debido a esto era casi imposible jugar de manera fluida dicho título, sin contar los gráficos de baja calidad.
Mientras que la versión de Xbox One, PS4 y PC obtuvo la calificación de 7 estrellas sobre 10, la versión de la Nintendo Switch obtuvo un 3.8 sobre 10, e incluso algunos críticos les dieron 0 estrellas, siendo esta la calificación más baja en un videojuego de WWE. Los foros de discusión para la Nintendo fueron cerrados en enero del 2018 por los constantes ataques hacia la empresa. También hubo otra controversia poco después, ya que solo fue lanzado un paquete DLC, cuando los paquetes restantes también estaban anunciados.
No aparecería ninguna versión para la Nintendo Switch de WWE 2K19 ni de WWE 2K20. Sin embargo, en septiembre de 2020 sí apareció WWE 2K Battlegrounds para la portátil de Nintendo.
En mayo de 2022, la versión digital de WWE 2K18 fue eliminada de la Nintendo eShop de Nintendo Switch, por lo que la única manera de jugar al título es consiguiéndolo en formato físico, algo muy tedioso, ya que el juego resultó un fracaso en ventas.

## Roster
Estos son los personajes confirmados por 2K hasta el momento.
A pesar de que varios atuendos y accesorios de leyendas aparecen en el tráiler del juego, no se ha confirmado su presencia en este todavía.
En el mes de agosto se revelarán los personajes jugables hasta semanas antes del lanzamiento.
| - Raw 1. Akira Tozawa 2. Alexa Bliss 3. Alicia Fox 4. Apollo Crews 5. Bayley 6. Big Cass 7. Big Show 8. Bo Dallas 9. Braun Strowman 10. Bray Wyatt 11. The Brian Kendrick 12. Brock Lesnar 13. Cedric Alexander 14. Cesaro 15. Curt Hawkins 16. Curtis Axel 17. Dana Brooke 18. Darren Young 19. Dash Wilder 20. Dean Ambrose 21. Emma 22. Enzo Amore 23. Finn Bálor 24. Goldust 25. Gran Metalik 26. Heath Slater 27. Jack Gallagher 28. Jeff Hardy 29. Kalisto 30. Kane 31. Karl Anderson 32. Luke Gallows 33. Mark Henry 34. Maryse 35. Matt Hardy 36. Mickie James 37. The Miz 38. Neville 39. Nia Jax 40. Noam Dar 41. Paige 42. R-Truth 43. Rhyno 44. Rich Swann 45. Roman Reigns 46. Samoa Joe 47. Sasha Banks 48. Scott Dawson 49. Seth Rollins 50. Sheamus 51. Summer Rae 52. Titus O'Neil 53. TJP 54. Triple H | - SmackDown Live 1. Aiden English 2. AJ Styles 3. Baron Corbin 4. Becky Lynch 5. Big E 6. Brie Bella 7. Carmella 8. Chad Gable 9. Charlotte 10. Chris Jericho 11. Dolph Ziggler 12. Epico Colón 13. Erick Rowan 14. Fandango 15. Jason Jordan 16. Jey Uso 17. Jimmy Uso 18. Jinder Mahal 19. John Cena 20. Kevin Owens 21. Kofi Kingston 22. Konnor 23. Luke Harper 24. Mojo Rawley 25. Naomi 26. Natalya 27. Nikki Bella 28. Primo Colón 29. Randy Orton 30. Rusev 31. Sami Zayn 32. Shinsuke Nakamura 33. Sin Cara 34. Tamina 35. Tye Dillinger 36. Tyler Breeze 37. Tyson Kidd 38. The Undertaker 39. Viktor 40. Xavier Woods 41. Zack Ryder | - NXT 1. Akam 2. Alexander Wolfe 3. Asuka 4. Billie Kay 5. Bobby Roode 6. Ember Moon 7. Eric Young 8. Hideo Itami 9. Johnny Gargano 10. Kassius Ohno 11. Killian Dain 12. Nick Miller 13. Nikki Cross 14. No Way Jose 15. Peyton Royce 16. Rezar 17. Roderick Strong 18. Sawyer Fulton 19. Shane Thorne 20. Tommaso Ciampa | - Leyendas/Retro/Alumni/Agentes Libres 1. Albert 2. Alundra Blayze 3. André the Giant 4. Bam Bam Bigelow 5. Big Boss Man '91 6. Big Boss Man '99 7. Big Show '00 8. Booker T 9. Bret Hart '97 10. Bret Hart '98 11. British Bulldog 12. Bushwhacker Butch 13. Bushwhacker Luke 14. Buddy Roberts 15. Brutus Beefcake 16. Cactus Jack '92 17. Cactus Jack '98 18. Chris Jericho '00 19. Christian 20. Daniel Bryan 21. Diamond Dallas Page '92 22. Diamond Dallas Page '98 23. Diesel 24. Dude Love 25. Dusty Rhodes 26. Earthquake 27. Eddie Guerrero 28. Edge 29. The Godfather 30. Goldberg 31. Greg Valentine 32. Ivory 33. Jake Roberts 34. Jim Neidhart 35. Jimmy Garvin 36. John "Bradshaw" Layfield 37. Kane '98 38. Kerry Von Erich 39. Kevin Nash 40. Kevin Von Erich 41. Larry Zbyszko 42. Lex Luger 43. Lita 44. Mankind 45. Mick Foley 46. Michael Hayes 47. Miss Jacqueline 48. Mr. McMahon 49. Mr. Perfect 50. Papa Shango 51. Randy Savage 52. Razor Ramon 53. Ric Flair '88 54. Ric Flair '91 55. Rick Martel 56. Rick Rude 57. Ricky Steamboat '91 58. Ricky Steamboat '94 59. Rikishi 60. The Rock 61. The Rock '01 62. Scott Hall 63. Shane McMahon 64. Shawn Michaels '97 65. Shawn Michaels '98 66. Stephanie McMahon 67. Sting 68. Sting '88 69. Sting '91 70. Sting '98 71. Sting '99 72. Stone Cold 73. Stunning Steve Austin 74. Sycho Sid 75. Tatanka 76. Tatsumi Fujinami 77. Triple H '98 78. Triple H '01 79. Trish Stratus 80. Typhoon 81. Ultimate Warrior 82. Undertaker '91 83. Undertaker '00 84. Vader |

| - Managers 1. Bobby Heenan 2. Lana 3. Paul Ellering 4. Paul Heyman 5. Ted Dibiase | - NPC 1. Byron Saxton 2. Corey Graves 3. Jo Jo Offerman 4. Michael Cole |

### Campeonatos
| Campeonato                                 | Campeón                                  | Marca          |
| ------------------------------------------ | ---------------------------------------- | -------------- |
| WWE Championship                           | Jinder Mahal                             | SmackDown Live |
| WWE Universal Championship                 | Brock Lesnar                             | Raw            |
| WWE United States Championship             | AJ Styles                                | SmackDown Live |
| WWE Intercontinental Championship          | The Miz                                  | Raw            |
| SmackDown Tag Team Championship            | The Usos                                 | SmackDown Live |
| Raw Tag Team Championship                  | The Shield (Seth Rollins & Dean Ambrose) | Raw            |
| SmackDown Women's Championship             | Natalya                                  | SmackDown Live |
| Raw Women's Championship                   | Sasha Banks                              | Raw            |
| WWE Cruiserweight Championship             | Neville                                  | Raw            |
| NXT Championship                           | Bobby Roode                              | NXT            |
| NXT Women's Championship                   | Asuka                                    | NXT            |
| NXT Tag Team Championship                  | SAnitY (Eric Young & Alexander Wolfe)    | NXT            |
| WWE United Kingdom Championship            | Vacante                                  | NXT            |
| WWE Championship '13-'14                   | Vacante                                  | N/A            |
| WWE Championship '05-'13                   | Vacante                                  | N/A            |
| WWE Undisputed Championship                | Vacante                                  | N/A            |
| WWE Championship '98-02                    | Vacante                                  | N/A            |
| WWE Championship '88-'98                   | Vacante                                  | N/A            |
| WWE Championship (Brahma Bull)             | Vacante                                  | N/A            |
| WWE Championship (Smoking Skull)           | Vacante                                  | N/A            |
| World Heavyweight Championship             | Vacante                                  | N/A            |
| WCW World Heavyweight Championship '91-'93 | Vacante                                  | N/A            |
| WCW World Heavyweight Championship '88     | Vacante                                  | N/A            |
| WCW World Heavyweight Championship (NWO)   | Vacante                                  | N/A            |
| ECW Championship '08-'10                   | Vacante                                  | N/A            |
| ECW World Championship '06-'08             | Vacante                                  | N/A            |
| ECW World Heavyweight Championship '94-'01 | Vacante                                  | N/A            |
| NXT Championship '12-'17                   | Vacante                                  | N/A            |
| NXT Tag Team Championship '13-'17          | Vacante                                  | N/A            |
| NXT Women's Championship '13-'17           | Vacante                                  | N/A            |
| WWE Intercontinental Championship '98-'11  | Vacante                                  | N/A            |
| WWE Intercontinental Championship '94      | Vacante                                  | N/A            |
| WWE Intercontinental Championship '90      | Vacante                                  | N/A            |
| WWE United States Championship (Cena)      | Vacante                                  | N/A            |
| WWE Tag Team Championship '10-'16          | Vacante                                  | N/A            |
| WWE Tag Team Championship '02-'10          | Vacante                                  | N/A            |
| World Tag Team Championship '02-'10        | Vacante                                  | N/A            |
| World Tag Team Championship '97-'02        | Vacante                                  | N/A            |
| WWE European Championship                  | Vacante                                  | N/A            |
| WWE Hardcore Championship                  | Vacante                                  | N/A            |
| WWE Million Dollar Championship            | Vacante                                  | N/A            |
| WWE Cruiserweight Championship             | Vacante                                  | N/A            |
| WWE Light Heavyweight Championship         | Vacante                                  | N/A            |
| WWE Divas Championship                     | Vacante                                  | N/A            |
| WWE Women's Championship '98-'10           | Vacante                                  | N/A            |
| WCW United States Championship             | Vacante                                  | N/A            |
| WCW Cruiserweight Championship             | Vacante                                  | N/A            |
| WCW Hardcore Championship                  | Vacante                                  | N/A            |
| WCW Tag Team Championship                  | Vacante                                  | N/A            |
| WCW Tag Team Championship '91-'96          | Vacante                                  | N/A            |
| ECW Television Championship                | Vacante                                  | N/A            |
| ECW Tag Team Championship                  | Vacante                                  | N/A            |

## Arenas
| Arenas principales - Raw - SmackDown Live - 205 Live - NXT - Main Event - Royal Rumble (2017) - Elimination Chamber (2017) - Fastlane (2017) - WrestleMania 33 - Payback (2017) - Extreme Rules (2017) - Money in the Bank (2017) - Battleground (2017) - SummerSlam (2016) - Clash of Champions - No Mercy (2016) - Hell in a Cell (2016) - Survivor Series (2016) - TLC: Tables, Ladders & Chairs (2016) - Roadblock (2016) | - NXT TakeOver: The End (2016) - NXT TakeOver: Brooklyn II (2016) - NXT TakeOver: San Antonio (2017) - NXT TakeOver: Orlando (2017) - WrestleMania 32 - ECW One Night Stand (2006) - WWE Live (1991) - WCW Monday Nitro - WWE SmackDown! (2000) - RAW IS WAR (1998) - WCW Halloween Havoc (1998) - WCW Bash at the Beach |